# Bodiluddelingen 2015
Bodiluddelingen 2015 blev afholdt den 28. februar 2015 på Bremen Teater i København og markerede den 68. gang at Bodilprisen uddeles. Uddelingens vært var Troels Lyby.
Den 4. februar 2015 blev det annonceret at dansk-amerikanske skuespiller Viggo Mortensen ville være årets modtager af Æres-Bodil-prisen som en hyldest for hans imponerende og alsidige karriere. Årets Sær-Bodil gik til klipper Molly Malene Stensgaard for hendes arbejde med flere af Lars von Triers succesfulde film, men særligt for hendes arbejde på von Triers Nymphomaniac (2013), hvor hele to versioner af filmen blev skabt.
Filmene Stille hjerte og Kapgang havde begge fem nomineringer ved uddelingen, men det blev Bille Augusts Stille hjerte, som blev aftenens store vinder med i alt fire priser, for bl.a. bedste film og bedste kvindelige hovedrolle. Det var 27 år siden August sidst modtog en Bodil for bedste film, som var for Pelle Erobreren (1987). Danica Curcic modtog hele to nomineringer i kategorierne bedste kvindelige hovedrolle og birolle, samt at hun medvirkede i hele tre af filmene, som var en del af uddelingen (All inclusive, Fasandræberne og Stille hjerte). Curcic vandt for prisen for bedste hovedrolle for Stille hjerte,.
Ved denne uddeling blev der introduceret en ny pris, da Danske Filmkritikere i samarbejde med Danske Dramatikere stiftede Bodilprisen for bedste filmmanuskript. Prisen skulle hylde det uvurderlige led i filmkunsten, som er filmmanuskriptet, og prisen gik for første gang til Christian Torpe for Stille hjerte.

## Vindere og nominerede
| Bedste mandlige hovedrolle | Bedste kvindelige hovedrolle |
| --- | --- |
| - Henrik Birch for Klumpfisken - Villads Boye for Kapgang - Mikael Persbrandt for En du elsker - Uffe Rørbæk for Det andet liv | - Danica Curcic for Stille hjerte - Bodil Jørgensen for All Inclusive - Ghita Nørby for Stille hjerte - Paprika Steen for Stille hjerte - Sonia Suhl for Når dyrene drømmer                                         |
| Bedste mandlige birolle | Bedste kvindelige birolle |
| - Pilou Asbæk for Stille hjerte - David Dencik for Kapgang - Anders W. Berthelsen for Kapgang - Lars Mikkelsen for Når dyrene drømmer - Ali Sivandi for Ækte vare                                                                                   | - Susanne Storm for Klumpfisken - Sidse Babett Knudsen for Kapgang - Sarah-Sofie Boussnina for Fasandræberne - Danica Curcic for Fasandræberne - Birgitte Hjort Sørensen for En du elsker                           |
| Bedste danske film | Bedste amerikanske film |
| - Stille hjerte af Bille August - Når dyrene drømmer af Jonas Alexander Arnby - Klumpfisken af Søren Balle - All Inclusive af Hella Joof - Kapgang af Niels Arden Oplev                                                                             | - Boyhood af Richard Linklater - Dallas Buyers Club af Jean-Marc Vallée - Her af Spike Jonze - Inside Llewyn Davis af Ethan Coen og Joel Coen - Nebraska af Alexander Payne                                         |
| Bedste ikke-amerikanske film | Bedste dokumentarfilm |
| - Force Majeure af Ruben Östlund (Sverige) - To dage, en nat af Jean-Pierre Dardenne og Luc Dardenne (Frankrig) - Fortiden af Asghar Farhadi (Frankrig/Italien/Iran) - Ida af Pawel Pawlikowski (Polen) - Vintersøvn af Nuri Bilge Ceylan (Tyrkiet) | - The Look of Silence af Joshua Oppenheimer - 1989 af Anders Østergaard og Erzsébet Rácz - Cirkusdynastiet af Anders Riis-Hansen - Våbensmuglingen af Andreas Koefoed - We Are Journalists af Ahmad Jalali Farahani |

## Øvrige priser

### Æres-bodil
- Viggo Mortensen

### Sær-bodil
- Molly Malene Stensgaard

### Bedste fotograf
- Niels Thastum for Når dyrene drømmer

### Samarbejdspriser
Henning Bahs Prisen
- Rie Lykke for Kapgang

Bedste manuskript
- Christian Torpe for Stille hjerte